# 莫妮卡·莱温斯基
莫妮卡·萨米勒·莱温斯基（英語：Monica Samille Lewinsky，1973年7月23日—）是一名美国活动家，电视人物，时装设计师和前白宫实习生。在1995年和1996年于白宫工作时，美国总统比尔·克林顿承认与她存在所谓的“不正当关系”。这一事件及其后果，包括克林顿弹劾案，成为著名的陸文斯基醜聞。
由于丑闻的影响，莱温斯基成为国际知名人物。她随后从事各种事业，包括以她的名字设计一系列手提包，成为饮食计划的广告代言人，担任电视人物，然后远离公众焦点，于伦敦攻读心理学硕士。她也因丑闻在网上被人公开嘲笑。2014年，她以社会活动家的身份重回公众视野，讨论丑闻的影响以及反对网络欺凌。

## 早年经历
莫妮卡·萨米勒·莱温斯基出生于美国加利福尼亚州旧金山，在洛杉矶西部布伦特伍德和比弗利山的一个富裕家庭长大。她的父亲伯纳德·莱温斯基（Bernard Lewinsky）是一名肿瘤学家，祖父是德国犹太人，在14岁时逃离纳粹党执政下的德国，搬到中美洲国家萨尔瓦多，然后到达北美。母亲本名玛西娅·卡伊·维伦斯基（Marcia Kay Vilensky），是一名作家，笔名玛西娅·刘易斯（Marcia Lewis）。1996年，她出版了唯一的著作，八卦传记《三位贵族的私人生活》（The Private Lives of the Three Tenors）。刘易斯曾暗示（未证实）她曾与歌剧明星普拉西多·多明戈有染。在莱温斯基丑闻期间，新闻界拿此事与她女儿和克林顿的性关系作比较。莫妮卡的外祖父塞缪尔·M·维伦斯基（Samuel M. Vilensky）是立陶宛犹太人，外祖母布罗尼亚·波尔肖克 （Bronia Poleshuk）出生于中国天津英租界的一个俄罗斯犹太家庭。莫妮卡父母于1987年至1988年期间的分居与离婚对她造成了很大的影响。她的父亲后来娶了现在的妻子芭芭拉（Barbara）。母亲后来与总统吉米·卡特掌管的美国之音的媒体执行官和前导演R·彼得·斯特劳斯（R. Peter Straus）结婚。
家人去洛杉矶的西奈神庙（Sinai Temple）祭拜，莫妮卡在其宗教学校西奈秋叶学院（Sinai Akiba Academy）读书。她的小学生涯在贝莱尔（ Bel-Air）的约翰·托马斯·戴伊学校度过。后来她进入比佛利山高中（Beverly Hills High School）学习，但她最后一年转校至贝莱尔预备学校（Bel Air Prep，后来被称为太平洋山学校（Pacific Hills School））并于1991年毕业。
高中毕业后，莱温斯基就读于两年制社区学院圣莫尼卡学院（Santa Monica College），并在比弗利山庄高中戏剧系和一家领带店工作。1992年，她据称与已婚前高中戏剧导师安迪·布雷勒（Andy Bleiler）开始了为期五年的恋情。1993年，她入读俄勒冈州波特兰的刘易斯克拉克学院（Lewis & Clark College），1995年毕业获心理学学士学位。
在家里关系的帮助下，莱温斯基获得了在白宫幕僚长莱昂·帕内塔办公室的无薪夏季实习机会。莱温斯基搬到华盛顿特区，于1995年7月就职。1995年12月，她获得了白宫法律事务办公室的有薪职位。

## 丑闻

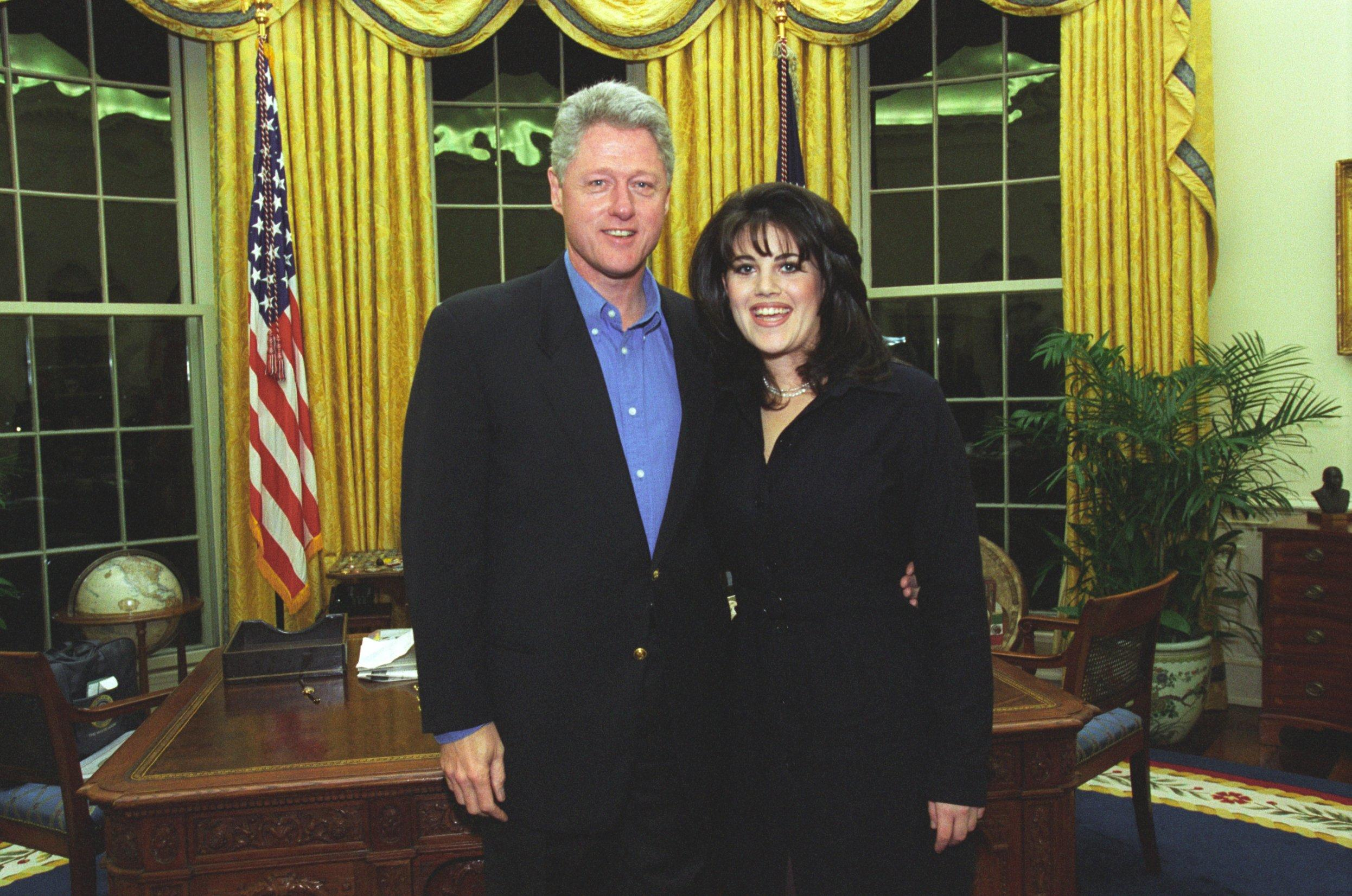
克林顿和莱温斯基，1997年2月

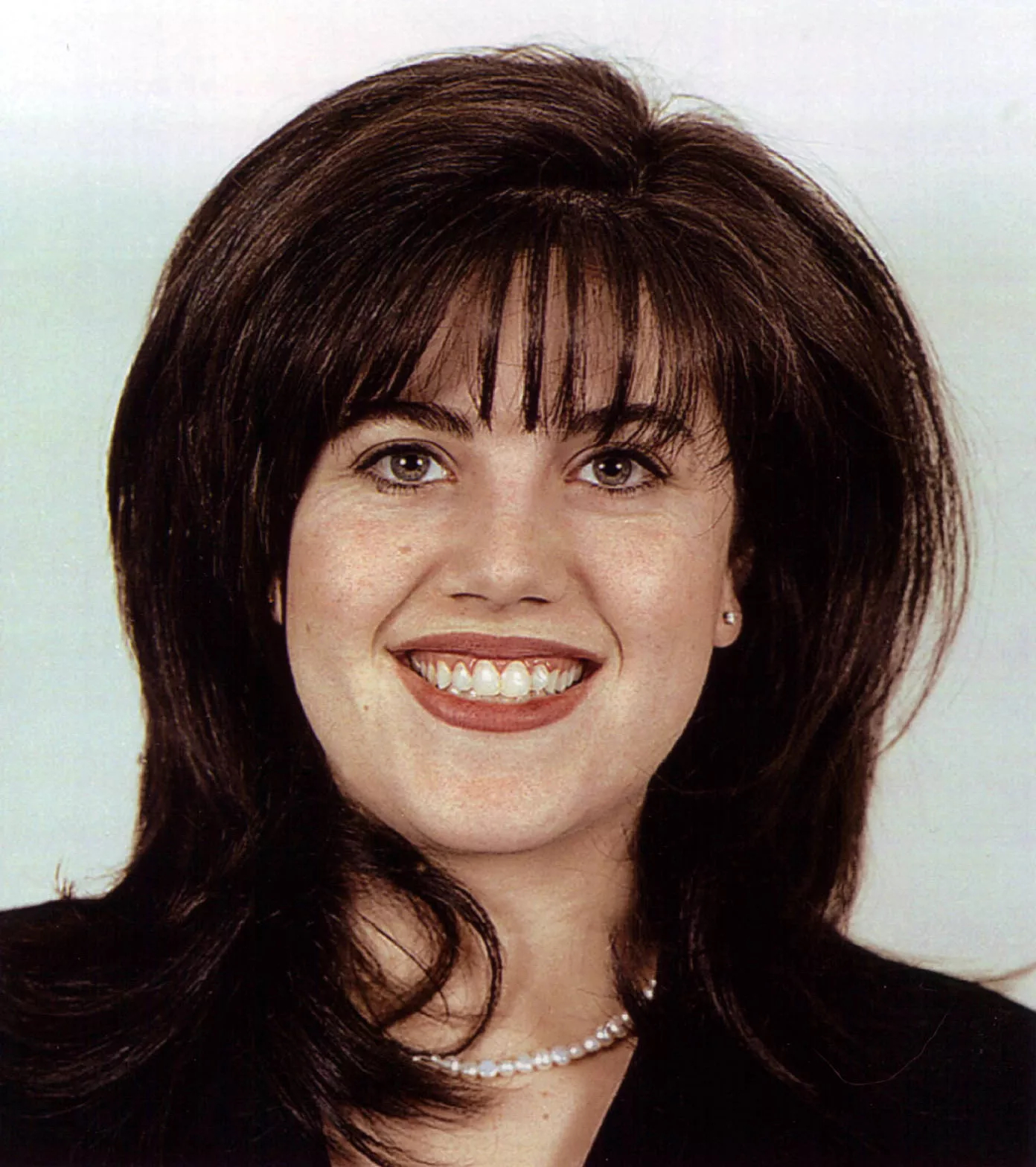
莱温斯基1997年政府证件照

莱温斯基称，1995年11月至1997年3月期间，她与时任总统比尔·克林顿发生了九次性接触。根据她的证词，在椭圆形办公室发生口交和其他性行为，但没有性交。
克林顿曾在任阿肯色州州长期间遭到性行为不端的指控，其中包括前阿肯色州雇员保拉·琼斯对他提起民事诉讼，声称他曾经对她进行性骚扰。在琼斯案的审理阶段，莱温斯基的名字浮出水面，当时琼斯的律师试图表明克林顿的行为模式，包括与其他政府雇员发生性关系。
1996年4月，莱温斯基的上级觉得她在克林顿身上花了太多时间，于是将她从白宫调到五角大楼。她在五角大楼发言人肯尼思·培根的助理。莱温斯基把她与总统的关系告诉了同事琳达·崔普。1997年9月起，崔普开始秘密记录关于莱温斯基和克林顿秘密关系的电话对话。1997年12月，莱温斯基从五角大楼离职。1998年1月，莱温斯基在保拉·琼斯案中提交了书面证词，否认与克林顿存在任何肉体关系，并试图说服崔普撒谎。崔普向独立律师肯尼思·斯塔尔提供了录音带，补充了他对白水争议正在进行的调查。之后斯塔尔扩大了他的调查范围，涉及到莱温斯基、克林顿等人在琼斯案中可能的伪证罪和唆使他人作伪证罪。崔普把录音对话交给了文学经纪人卢西安·戈尔德贝格。她还说服莱温斯基存下克林顿送给她的礼物，不要干洗，后来这件礼物被称为“蓝色连衣裙”。克林顿宣誓后否认与莱温斯基有过“性关系”。
克林顿 - 莱温斯基关系的新闻于1998年1月爆出。1998年1月26日，克林顿在全国直播的白宫新闻发布会上说：“我和那个女人——莱温斯基小姐——没有发生性关系。”此事立即占据了各大新闻媒体头条，而莱温斯基在接下来的几个星期住在她母亲在水门综合大厦的住所，躲避公众的关注。莱温斯基与布雷勒的关系也被扒出，他向斯塔尔转交了莱温斯基入职白宫期间给他和他妻子的各种纪念品、照片和文件。
克林顿还表示，“不存在性关系、不正当的性关系或任何其他不正当的关系”（there is not a sexual relationship, an improper sexual relationship or any other kind of improper relationship），他在1998年8月17日辩解道这是事实。因为其使用现在时态，有个著名的争论是“这取决于‘is’的含义是什么”（即在他发表声明时，他已不再与莱温斯基保持性关系）。斯塔尔从莱温斯基那得到了有克林顿精斑的蓝色连衣裙，借此对克林顿施压。莱温斯基也作证道总统曾在她的阴道里插过一支雪茄管。最后克林顿说：“我确实和莱温斯基小姐有过不正当的关系。”克林顿否认犯有伪证罪，根据克林顿的说法，口交的法律定义本身并不包括在“性”之中。此外，依据由检方提出、经辩方同意并由苏珊·韦伯·赖特（Susan Webber Wright）法官公示的“性关系”定义，克林顿声称由于某些行为是对他进行而非由他实行，所以没有涉及性关系。然而，莱温斯基对斯塔尔委员会的证词与克林顿在性接触中被完全被动的说法相矛盾。
克林顿和莱温斯基在陪审团前出庭。克林顿通过闭路电视作证，莱温斯基则亲自前来。美国独立律师办公室授予她罪行豁免权，以换取她的证词。

## 丑闻后的生活
这件事使莱温斯基卷入政治风暴的中心，成为流行文化名人。她的豁免协议限制了她可以公开谈论的内容，但她能够与安德鲁·莫顿（Andrew Morton）合作，让他撰写《莫妮卡的故事》（Monica's Story），她的传记包括与克林顿有染的一面。该书于1999年3月出版，并被《时代》杂志选为封面故事。1999年3月3日，芭芭拉·沃尔特斯于ABC《20/20》节目采访了莱温斯基。节目吸引7000万美国人观看，破了新闻节目的观看纪录。莱温斯基从书中获利大约50万美元，另外还有100万美元来自接受沃尔特斯（Walters）采访的国际权利，但她仍为高额的法律与生活费用所困扰。
1999年6月，《女士》杂志刊登了作家苏珊·简·吉尔曼（Susan Jane Gilman），性学家苏西·布莱特（Susie Bright）和主持人阿比奥拉·阿布拉姆斯（Abiola Abrams）的一系列文章，从三代女性的角度论述了莱温斯基的行为对女权主义的意义。同年，莱温斯基在机场拒绝了签名请求，说“我因为一些不太好的事情出名”。1999年5月8日，她在NBC的《周六夜现场》的两个小品中客串她自己，节目在过去16个月内一直嘲讽她与克林顿的关系。
根据莱温斯基自己的说法，丑闻期间她通过编织这一方式在媒体的强烈关注下撑了过来。1999年9月，她扩大这一兴趣，开始出售一系列带有她名字的手提包，以The Real Monica, Inc（真实的莫妮卡公司）的名义。他们在网上以及纽约的Henri Bendel、加利福尼亚的Fred Segal和伦敦的The Cross销售。莱温斯基经常去路易斯安那州监督制造。
2000年初，莱温斯基出现在饮食公司Jenny Craig的电视广告中。这个价值100万美元的代言在当时获得了相当大的宣传。莱温斯基表示，尽管她渴望恢复私人生活，但她需要用这笔钱偿还法律费用。Jenny Craig的发言人这样描述莱温斯基：“她代表着当今有着繁忙的生活方式、充满活力的女人。而且她有体重问题，长期以来一直与体重做斗争。这代表了美国很多女性的现状。”莱温斯基当代言人后引发了争议，一些产品换成了较旧的广告。公司于2000年2月停止投放莱温斯基的广告，并于2000年4月完全终止了她的宣传，仅向她支付了30万美元的报酬。
另外在2000年初，莱温斯基搬到纽约市，住在西村，成为曼哈顿社交场合的A级客人。2000年2月，她出现在MTV的《汤姆绿色秀》（The Tom Green Show）中，主持人将她带到父母渥太华家中，为她的新手提包业务寻找面料。 2000年末，莱温斯基在英國第五台任记者，在《莫妮卡的明信片》（Monica's Postcards）节目上报道美国各地的文化和趋势。
2002年3月，莱温斯基不再受豁免协议的约束，参加在HBO特辑“莫妮卡的黑与白”（Monica in Black and White），此为《美国卧底》（America Undercover）系列的一部分。她回答了现场观众关于她的生活和克林顿的问题。
莱温斯基于2003年主持了福克斯电视网的约会节目《个性先生》（Mr. Personality），在节目中向年轻参赛女子提出建议。一些美国人试图在节目上组织抵制广告商，以抗议莱温斯基利用她的恶名挣钱。尽管如此，节目首次播出后获得了很高的收视率，亚历山德拉·斯坦利（Alessandra Stanley）在《纽约时报》上写道：“经过多年的努力，通过设计手提袋和其他自我营销计划来利用名声赚钱，莱温斯基女士终于在电视上找到了一个合适自己的位置。”然而评分连续多周下滑，节目完成初期有限运作后，未再重新播出。同年，她出现在英国的《V Graham Norton》、瑞典的《High Chaparall》以及美国的《The View》和《吉米·坎摩尔直播秀》节目中。
在克林顿的自传《我的生活》于2004年出版后，莱温斯基在接受英国小报《每日邮报》采访时说道：
他本可以在这本书中纠正错误，但他没有。他是一个历史修正主义者。他撒了谎。[……]我真没指望他会详细介绍我们的关系。[……]但是，如果他这样做了并坦诚说明，我不会介意。[……]不过我至少希望他能够纠正他在保护其总统职位时所做的虚假陈述。相反，他谈到这一点时，好像我把它全部放在那里等他拿。我是自助餐，他只是不能抗拒甜点的诱惑。[……]这是一个相互的关系，各个层面的相互关系，从起点一路走来。[……]对于他必须完全亵渎我的性格的做法，我不能接受。——莫妮卡·莱温斯基，于《每日邮报》采访中的声明
2005年，莱温斯基发现她在美国无法逃离聚光灯，这使她的职业与个人生活变得困难重重。她停止销售手提包并搬至伦敦，在伦敦政治经济学院学习社会心理学。2006年12月，莱温斯基毕业，获理学硕士学位。 在接下来的十年里，她竭力避免大众宣传。
2009年，莱温斯基在研究克林顿丑闻的学者肯·戈麦利（Ken Gormley）的著作中发声，认为克林顿对关于两人关系的具体问题上说谎。2013年，布雷勒移交给斯塔尔的与莱温斯基相关的物品被布雷勒的前妻拍卖。
在她淡出公众视线的十年间，莱温斯基居住在伦敦、洛杉矶、纽约和波特兰。但是由于她的坏名声，在接受非营利组织通信和营销工作面试时遇到了困难。

## 再现于大众

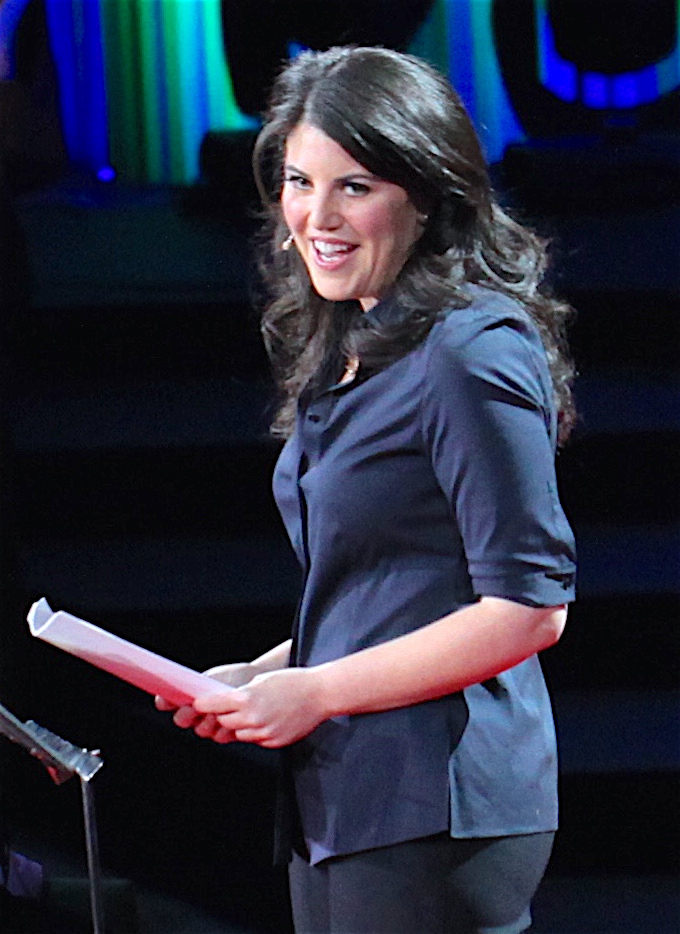
莱温斯基于TED演讲，2015年3月

2014年5月，莱温斯基在《名利场》杂志发表了一篇名为“羞耻与生存”（Shame and Survival）的文章，讨论她的生活和丑闻。她仍然认为这种关系是相互的，写道克林顿利用她，这也是一个自愿的关系。她补充道：“我自己，对我和克林顿总统之间发生的事情深表遗憾。”杂志后来宣布她成为《名利场》的贡献者，表示她将“持续为他们的网站做贡献，寻找相关感兴趣的主题”。
2014年7月，莱温斯基在国家地理频道三集电视特辑“90年代：最后的辉煌十年”（The 90s: The Last Great Decade）中接受采访。该系列着眼于20世纪90年代的各种事件，包括让莱温斯基成为全国焦点的丑闻。这是莱温斯基十多年来首次接受这样的采访。
2014年10月，她公开反对网络欺凌，自称是网上骚扰的“零号病人”。在《福布斯》杂志“30 Under 30”峰会上，她提及丑闻后的经历，说“撑下来后，我现在想做的就是帮助其他耻辱游戏的受害者坚持下来。”她说她看到罗格斯大学新生泰勒·克莱蒙泰（Tyler Clementi）因受网络欺凌而自杀的故事，受其影响并加入Twitter发声。2015年3月，莱温斯基于TED演讲，继续公开反对网络欺凌，呼吁建立更加富有同情心的互联网。6月，她成为反欺凌组织旁观者革命（Bystander Revolution）的大使兼战略顾问。同月，她在戛纳国际创意节上发表反网络欺凌演讲。9月，莱温斯基就旁观者革命的“国家欺凌预防月”活动接受《早安美国》艾米·罗巴奇（Amy Robach）的采访。

## 延伸阅读
- Berlant, Lauren, and Duggan, Lisa. Our Monica, Ourselves: The Clinton Affair and the Public Interest (Sexual Cultures). New York: New York University Press, 2001. ISBN 978-0814798645
- Kalb, Marvin. One Scandalous Story: Clinton, Lewinsky, and Thirteen Days That Tarnished American Journalism. New York: Free Press, 2001. ISBN 978-1416576372